# Port Latta
Port Latta est un port du nord de la Tasmanie, en Australie, utilisé pour exporter du minerai de fer de la mine de Savage River .
Le minerai est transporté de la mine au port par un minéroduc. Ce pipeline mesure 85 kilomètres de long.
La mine et le port ont été ouverts en 1967 et étaient toujours en activité en 2017.
Après la déshydratation, le minerai est chargé sur les navires via des bandes transporteuses.
La capacité de la mine, du pipeline et du tapis roulant est d’environ 1 MTpa (quoi ?).
Le minéroduc est parallèle à une route appelée Pipeline Road.